# Antonio Bryant
Antonio Bryant (Miami, 9 marzo 1981) è un ex giocatore di football americano statunitense che ha militato nel ruolo di wide receiver nella National Football League (NFL). Fu scelto nel corso del secondo giro (63º assoluto) del Draft NFL 2002 dai Dallas Cowboys. Al college ha giocato a football A Pittsburgh.

## Carriera professionistica

### Dallas Cowboys
Bryant fu scelto nel corso del secondo giro del Draft NFL 2002 dai Dallas Cowboys. Nel 2004, dopo aver gettato una maglietta in faccia al capo-allenatore Bill Parcells, fu scambiato coi Cleveland Browns in cambio del wide receiver Quincy Morgan.

### Cleveland Browns
Bryant trascorse le stagioni 2004 e 2005 coi Browns prima di diventare un free agent. Nelle due stagioni spese in Ohio, il giocatore disputò 25 partite segnando 8 touchdown su ricezione in totale.

### San Francisco 49ers
Bryant firmò come free agent coi 49ers nel 2006.
Il 1º marzo 2007, Bryant fu svincolato dai Niners a causa di uno scontro con il capo-allenatore Mike Nolan. Questo avvenne un anno dopo aver firmato un contratto quadriennale da 14 milioni di dollari.

### Tampa Bay Buccaneers
Il 10 marzo 2008, Bryant firmò un contratto al minimo salariale coi Tampa Bay Buccaneers. Egli disputò la miglior partita della carriera durante un Monday Night Football contro i Carolina Panthers. Egli ricevette 9 passaggi per 200, compreso un touchdown a una mano che fu chiamato "ricezione dell'anno". Malgrado questa sua prestazione, i Buccaneers persero 38-23. Bryant terminò la stagione 2008 con 83 ricezioni per 1.248 yard e 7 touchdowns, a una media di 15 yard per ricezione, diventando il ricevitore principale dei Bucs. Il 18 febbraio 2009, Bryant ricevette la franchise tag dai Buccaneers, che accettò il 26 febbraio 2009. Il 25 febbraio 2010, dopo una stagione deludente e costellata dagli infortuni, Antonio Bryant fu svincolato dai Buccaneers.

### Cincinnati Bengals
Il 10 marzo 2010, Bryant firmò un contratto quadriennale coi Cincinnati Bengals del valore di 28 milioni di dollari.
Dopo che i Bengals firmarono Terrell Owens, Bryant cedette il suo numero 81 a Owens, che lo aveva indossato per tutta la carriera. In cambio, Bryant chiese a Owens di fare una donazione in beneficenza.
Bryant passò al numero 19 while durante il training camp dei Bengals a Georgetown, Kentucky, dove Chad Ochocinco, Owens, Andre Caldwell, Jordan Shipley, Dezmon Briscoe, Jerome Simpson, Matt Jones e Bryant si dividevano i passaggi dei quarterback Carson Palmer, J.T. O'Sullivan e Jordan Palmer. Il 29 agosto 2010, fu annunciato che il contratto di Antonio Bryant era stato interrotto dai Bengals, rendendolo nuovamente un free agent.

### Seattle Seahawks
Il 12 giugno 2012, Bryant partecipò al mini camp di tre giorni dei Seahawks dopo due anni di inattività ma l'allenatore di Seattle Pete Carroll non lo trovò in adeguate condizioni fisiche. Malgrado ciò, il 26 luglio 2012, Antonio firmò un contratto con la nuova franchigia. Il 6 agosto, Bryant fu svincolato dai Seahawks.

## Palmarès
- PFWA All-Rookie Team - 2002
- Fred Biletnikoff Award - 2000

## Statistiche
| Yard su ricezione      | 5.685 |
| Touchdown su ricezione | 30    |